# Gmina Washington (hrabstwo Warren, Ohio)
Gmina Washington (ang. Washington Township) – gmina w Stanach Zjednoczonych, w stanie Ohio, w hrabstwie Warren. W 2020 roku liczyła 2752 mieszkańców.